# Halla Tómasdóttir
Halla Tómasdóttir (* 11. října 1968 Reykjavík) je islandská podnikatelka a investorka, od srpna 2024 prezidentka Islandu.

## Osobní život
Narodila se 11. října 1968 Reykjavíku, ale vyrůstala v Kópavoguru. V roce 1993 absolvovala Auburn University at Montgomery a o dva roky později získala titul Master of Business Administration na Thunderbird School of Global Management. Deset let žila ve Spojených státech, kde pracovala pro společnosti Mars a PepsiCo, a téměř dva roky strávila ve Spojeném království a Dánsku.
V roce 1998 spoluzaložila Univerzitu v Reykjavíku, kde působila jako pedagožka. Mezi roky 2006 a 2007 působila jako generální ředitelka Islandské obchodní komory. V roce 2007 spoluzaložila finanční a investiční společnost Audur Capital. Během islandské finanční krize byla Audar Capital jednou z mála společností, která dosahovala zisku. Od roku 2018 působí v neziskové organizaci The B Team.

## Politická kariéra
V roce 2016 kandidovala v prezidentských volbách a se ziskem 27,9 % hlasů skončila na druhém místě. Na post prezidentky kandidovala také v roce 2024, kdy se ziskem 34,15 % porazila bývalou předsedkyni vlády Katrín Jakobsdóttir.

## Soukromý život
Je vdaná za Björna Skúlasona a má dvě děti.